# 토마스 그라베센
토마스 그라베센(덴마크어: Thomas Gravesen, 1976년 3월 11일, 바일레 ~) 은 덴마크의 전 축구 선수로, 미드필더로 활약했었다.
그라베센은 바일레, 함부르크, 에버턴, 레알 마드리드, 그리고 셀틱에서 활약하며 덴마크, 독일, 잉글랜드, 스페인, 그리고 스코틀랜드의 프로 무대에서 뛰었다.
그라베센은 덴마크 국가대표로 66번의 경기에 출전해 5골을 기록했는데, 그는 1998년 8월에 첫 출전을 해 2006년 9월에 국가대표팀에서 은퇴했다. 그는 덴마크를 대표로 해 UEFA 유로 2000, 2002년 FIFA 월드컵, UEFA 유로 2004 3번의 국제대회에 출전했다.
그의 동생 페테르 그라베센도 축구 선수이다.

## 클럽 경력

### 초기 경력
바일레 출신의 그라베센은 1995년에 고향 연고의 덴마크 수페르리가 구단 바일레에서 프로 무대에 첫 발을 디뎠고, 그와 가까이 지내는 카스파르 달가스를 포함해 자신과 동기였던 젊은 선수들과 동행했다. 바일레에서 그는 최후방 수비수와 수비형 미드필더를 맡았고, 1996-97 시즌 리그에서 준우승을 거둔 후, 그는 1997년에 독일의 함부르크로 이적했다.
그라베센은 함부르크에서 3년을 보내며 94경기를 출전했고, 6골을 넣었다.

### 에버턴
UEFA 유로 2000이 끝난 후, 그라베센은 잉글랜드의 에버턴으로 건너가 지지자들의 인기 선수가 되었다.
그라베센은 프리미어리그 2004-05에 에버턴이 정상급 구단으로 거듭나는데 큰 힘을 보탰다. 그의 계약이 2005년 여름에 만료되게 되면서, 그는 자유이적을 통해 구단을 떠나게 되는데, 에버턴은 2005년 1월에 £2.5M의 비교적 저렴한 몸값에 그라베센을 레알 마드리드로 매각했다.

### 레알 마드리드
그라베센은 마드리드의 공석인 수비형 미드필더 자리를 메꾸기 위해 들어왔는데, 이는 그의 에버턴 시절 역할과 달랐다. 그는 레알 마드리드에 입단하자마자 즉시 훌륭한 활약을 펼쳤는데, 일찍이 치른 경기들 중 하나인 에스파뇰과의 경기에서 첫 골을 기록해 4-0 승리를 도왔다. 그러나, 그라베센은 얼마 후 자신이 벤치를 달구는 모습을 보게 되었다. 거친 경기 방식으로 공개적인 야유를 받았으며 반데를레이 루솀부르구 감독과 그라베센을 마드리드로 불러온 아리고 사키 기술 고문의 해임으로, 그는 2006년 겨울 이적 시장에 레알 마드리드를 떠날 것으로 전망되었다. 그러나, 후안 라몬 로페스 카로 신임 감독이 그라베센을 갱생시켜 마드리드 주전으로 기용했고, 그를 4-1-4-1 배치 형태에서 조율용으로 써먹었다. 시즌 종료를 앞두고, 그라베센은 또다시 선수단 주전에서 밀려난 자신을 보게 되었고, 2006년 5월에는 다수의 구단이 그의 영입에 관심을 가졌다.
2006년 8월, 그라베센이 동료 호비뉴에 거친 태클을 건 것으로 레알 마드리드 선수단의 훈련 시간에 실랑이가 오고갔다. 파비오 카펠로 레알 마드리드 전 감독은 그라베센에 "그의 성질을 놓고 얘기하자면, 우리는 그에 큰 걱정을 할 일은 없습니다. 그는 좀 별날 뿐입니다. 그는 전술적으로 잘 맞추고 있기에 저는 그의 성질을 돋구지 않습니다. 그의 성질은 이렇게 모든 것이 그가 원하는 대로 되어야 성이 차기에 마음에 들지 않습니다."라고 평했다. 그라베센은 2006-07 시즌을 앞두고 레알 마드리드를 떠날 것으로 예측되었는데, 그의 요원 욘 시베베크가 잉글랜드의 뉴캐슬 유나이티드와 스코틀랜드의 셀틱을 포함해 몇 기의 구단이 그라베센의 영입에 관심이 있다고 밝혔다.

### 셀틱
2006년 8월 28일, 그라베센은 글래스고의 셀틱 파크에 의료 검진차 방문했고, 8월 30일에 구단과 3년 (4년까지 늘릴 수 있는 조항도 붙여) 계약을 맺었는데, 규모가 약 £2M 정도로 책정되었다. 그라베센이 셀틱에서 의료 검진을 통과 못하여 막판에 뉴캐슬로 이적할 것인가에 대한 잠깐의 헛된 추측이 있었다.
2006년 9월 23일, 그는 숙적 레인저스와의 경기에서 셀틱 소속으로 첫 골을 넣었다. 이후, 그는 세인트 미렌과의 11월 12일자 경기에서 현역 첫 해트트릭을 달성해 셀틱에서 훌륭하게 시작했음에도 불구하고, 그라베센은 네덜란드 미드필더 에반더르 스노에게 주전을 내주었다. 2007년 4월, 고든 스트레천 셀틱 감독은 그라베센이 셀틱을 떠나 잉글랜드의 선덜랜드로 가려 한다는 소문을 부인했지만, 감독은 2007년 5월에 그라베센이 훈련에 전념해 주전을 탈환하려는 노력이 없다고 불만을 표출했다.
2008년 8월 18일, 셀틱과 토마스 그라베센은 상호 결별했다.

### 에버턴 임대
그라베센은 2007년 8월 29일에 셀틱에서 에버턴으로 1년 임대에 따라 복귀했다. 2-1로 이긴 볼턴 원더러스와의 경기에서, 그는 후반에 교체로 들어가 졸리언 레스콧이 머리로 넣은 결승골을 코너킥으로 도왔다. 에버턴이 구디슨 파크 안방에서 라리사를 3-1로 이긴 시즌 첫 유럽대항전 UEFA컵 경기에서, 그라베센은 에버턴의 3번째 골로 연결하기 위해 공을 띄웠고, 이를 빅터 아니체베가 마무리했다. 그러나, 그라베센은 에버턴 지지자 다수의 기대를 충족시키기에 역부족이었다. [ACF 피오렌티나|피오렌티나]]와의 UEFA컵 경기에서 비록 에버턴이 나중에 승부차기까지 가 필 자기엘카의 실축으로 졌지만, 그라베센은 오랜만에 선전했다. 2007-08 시즌 최종전 후, 데이비드 모이스 감독은 그라베센의 계약이 연장 되지 않을 것이며, 그는 셀틱으로 복귀할 것이라고 못을 박았다.

### 은퇴
2009년 1월 27일, 그라베센은 셀틱에서 방출된 뒤 자신이 뛸 새 구단을 물색하는데 실패하면서 은퇴를 선언했다. 2009년 9월 12일, 그는 포포투지와의 인터뷰에서 다수의 구단과 접촉해 축구 무대로 복귀할 것으로 전망되었지만, 어느 계약도 실현되지 않았다.
2013년 12월, 그라베센은 투자에 성공해 라스베이거스에 거주하고 있는 것으로 확인되었다.

## 국가대표팀 경력
그라베센은 1998년 8월 19일, 0-1로 패한 체코와의 친선경기에서 덴마크 국가대표팀 첫 경기를 치렀다. 보 요한센 감독은 UEFA 유로 2000에 뛸 덴마크 선수단의 일원으로 그라베센을 지명했지만, 요한센은 그가 충분히 "정신적으로 안정적"이지 못하다는 점을 걱정했다.
에버턴 시절, 모르텐 올센 덴마크 국가대표팀 신임 감독은 그라베센을 전격적으로 지지해 그를 2002년 FIFA 월드컵과 UEFA 유로 2004에서 자기 선수단의 주축 선수로 기용했다. 그는 아이슬란드와의 2002년 FIFA 월드컵 예선전에서 인상적인 활약을 펼쳐 2골을 넣고 6-0 대승을 견인했는데, 당시 미국의 복싱 선수 마이크 타이슨이 그라베센에게 유니폼을 받아도 되는지 묻기도 했고, 타이슨은 덴마크에 머물 때 그 옷을 계속 입었다. 그는 덴마크가 참가한 2002년 FIFA 월드컵의 4경기에 모두 출전했는데, 그라베센은 그와 중원을 2인조를 맡는 스티 퇴프팅과 함께 FIFA 월드컵 경기를 앞두고 훈련하면서 예스페르 그룅키에르에 장난을 걸어 핏불로서의 명성을 재확인했다.
그는 UEFA 유로 2004 예선 최종전에서 퇴장을 당해 본선의 첫 경기를 결장했지만, 남은 3경기에 모두 출전했지만, 덴마크는 8강 너머로 넘지 못했다.
2006년 9월 15일, 그라베센은 셀틱에서의 활동에 집중하기 위해 국가대표팀 은퇴를 선언했다.

### 국가대표팀 득점 기록
아래의 점수에서 왼쪽의 점수가 덴마크의 점수이다.
| # | 날짜            | 장소                     | 상대       | 점수 | 결과 | 대회                      |
| - | --------------- | ------------------------ | ---------- | ---- | ---- | ------------------------- |
| 1 | 2001년 10월 6일 | 덴마크 쾨벤하운          | 아이슬란드 | 3–0  | 6–0  | 2002년 FIFA 월드컵 예선전 |
| 2 | 2001년 10월 6일 | 덴마크 쾨벤하운          | 아이슬란드 | 4–0  | 6–0  | 2002년 FIFA 월드컵 예선전 |
| 3 | 2003년 3월 29일 | 루마니아 부쿠레슈티      | 루마니아   | 2–2  | 5–2  | UEFA 유로 2004 예선전     |
| 4 | 2003년 4월 30일 | 덴마크 쾨벤하운          | 우크라이나 | 1–0  | 1–0  | 친선경기                  |
| 5 | 2003년 6월 11일 | 룩셈부르크 룩셈부르크 시 | 룩셈부르크 | 2–0  | 2–0  | UEFA 유로 2004 예선전     |

## 경력 통계

### 클럽
| 클럽       | 클럽          | 클럽         | 리그 | 리그 | 컵               | 컵               | 리그 컵                | 리그 컵                | 대륙 | 대륙 | 합계 | 합계 |
| 시즌       | 클럽          | 리그         | 출장 | 골   | 출장             | 골               | 출장                   | 골                     | 출장 | 골   | 출장 | 골   |
| 덴마크     | 덴마크        | 덴마크       | 리그 | 리그 | 란스포칼투네린겐 | 란스포칼투네린겐 | 리그 컵                | 리그 컵                | 유럽 | 유럽 | 합계 | 합계 |
| ---------- | ------------- | ------------ | ---- | ---- | ---------------- | ---------------- | ---------------------- | ---------------------- | ---- | ---- | ---- | ---- |
| 1995–96    | 바일레        | 수페르리가   | 28   | 2    |                  |                  |                        |                        |      |      |      |      |
| 1996–97    | 바일레        | 수페르리가   | 30   | 8    |                  |                  |                        |                        |      |      |      |      |
| 독일       | 독일          | 독일         | 리그 | 리그 | DFB-포칼         | DFB-포칼         | 기타                   | 기타                   | 유럽 | 유럽 | 합계 | 합계 |
| 1997–98    | 함부르크      | 분데스리가   | 26   | 2    | 1                | 0                | 0                      | 0                      | 0    | 0    | 27   | 2    |
| 1998–99    | 함부르크      | 분데스리가   | 22   | 3    | 2                | 0                | 0                      | 0                      | 0    | 0    | 24   | 3    |
| 1999–00    | 함부르크      | 분데스리가   | 26   | 1    | 1                | 0                | 0                      | 0                      | 0    | 0    | 27   | 1    |
| 잉글랜드   | 잉글랜드      | 잉글랜드     | 리그 | 리그 | FA컵             | FA컵             | 리그 컵                | 리그 컵                | 유럽 | 유럽 | 합계 | 합계 |
| 2000–01    | 에버턴        | 프리미어리그 | 32   | 2    | 2                | 0                | 1                      | 0                      | 0    | 0    | 35   | 2    |
| 2001–02    | 에버턴        | 프리미어리그 | 25   | 2    | 1                | 0                | 0                      | 0                      | 0    | 0    | 26   | 2    |
| 2002–03    | 에버턴        | 프리미어리그 | 33   | 1    | 1                | 0                | 1                      | 0                      | 0    | 0    | 35   | 1    |
| 2003–04    | 에버턴        | 프리미어리그 | 30   | 2    | 3                | 0                | 3                      | 0                      | 0    | 0    | 36   | 2    |
| 2004–05    | 에버턴        | 프리미어리그 | 21   | 4    | 1                | 0                | 1                      | 0                      | 0    | 0    | 23   | 4    |
| 스페인     | 스페인        | 스페인       | 리그 | 리그 | 코파 델 레이     | 코파 델 레이     | 수페르코파 데 에스파냐 | 수페르코파 데 에스파냐 | 유럽 | 유럽 | 합계 | 합계 |
| 2004–05    | 레알 마드리드 | 라 리가      | 17   | 1    | 1                | 0                | 0                      | 0                      | 2    | 0    | 20   | 1    |
| 2005–06    | 레알 마드리드 | 라 리가      | 17   | 0    | 6                | 0                | 0                      | 0                      | 6    | 0    | 29   | 0    |
| 스코틀랜드 | 스코틀랜드    | 스코틀랜드   | 리그 | 리그 | 스코틀랜드컵     | 스코틀랜드컵     | 리그 컵                | 리그 컵                | 유럽 | 유럽 | 합계 | 합계 |
| 2006–07    | 셀틱          | 프리미어리그 | 22   | 6    | 1                | 0                | 0                      | 0                      | 6    | 0    | 29   | 6    |
| 잉글랜드   | 잉글랜드      | 잉글랜드     | 리그 | 리그 | FA컵             | FA컵             | 리그 컵                | 리그 컵                | 유럽 | 유럽 | 합계 | 합계 |
| 2007–08    | 에버턴        | 프리미어리그 | 8    | 0    | 1                | 0                | 1                      | 0                      | 3    | 0    | 13   | 0    |
| 합계       | 덴마크        | 덴마크       | 58   | 10   |                  |                  |                        |                        |      |      |      |      |
| 합계       | 독일          | 독일         | 74   | 6    |                  |                  |                        |                        |      |      |      |      |
| 합계       | 잉글랜드      | 잉글랜드     | 149  | 11   |                  |                  |                        |                        |      |      |      |      |
| 합계       | 스페인        | 스페인       | 34   | 1    |                  |                  |                        |                        |      |      |      |      |
| 합계       | 스코틀랜드    | 스코틀랜드   | 22   | 6    |                  |                  |                        |                        |      |      |      |      |
| 경력 합계  | 경력 합계     | 경력 합계    | 337  | 34   |                  |                  |                        |                        |      |      |      |      |

### 국가대표팀
| 덴마크 국가대표팀 | 덴마크 국가대표팀 | 덴마크 국가대표팀 |
| 연도              | 출장              | 골                |
| ----------------- | ----------------- | ----------------- |
| 1998              | 3                 | 0                 |
| 1999              | 2                 | 0                 |
| 2000              | 8                 | 0                 |
| 2001              | 6                 | 2                 |
| 2002              | 12                | 0                 |
| 2003              | 10                | 3                 |
| 2004              | 11                | 0                 |
| 2005              | 8                 | 0                 |
| 2006              | 6                 | 0                 |
| 합계              | 66                | 5                 |

## 수상
바일레
- 덴마크 수페르리가 준우승: 1996–97

레알 마드리드
- 라 리가 준우승: 2004–05, 2005–06

셀틱
- 스코틀랜드 프리미어리그: 2006–07

## 참고 문헌
- Thomas Gravesen, told to Kurt Lassen, "Min version" (My version), Denmark, 2005, ISBN 87-91693-51-9